# Javad Akbari
Javad Akbari (persisch جواد اکبری anhörenⓘ; * 13. Juni 1989) ist ein iranischer Grasskiläufer. Er nimmt seit 2007 an Weltcuprennen in seinem Heimatland teil.

## Karriere
Javad Akbari nahm bisher nur an Weltcuprennen sowie an FIS-Rennen im iranischen Dizin teil. Bei seinem Weltcupdebüt im Juli 2007 erzielte er Platz 17 im Riesenslalom und Rang 18 im Super-G, womit er den Gesamtweltcup 2007 an 63. Position beendete. 2008 blieb der Iraner ohne Weltcuppunkte, da er sowohl im Riesenslalom als auch im Super-G disqualifiziert wurde. In der Saison 2009 konnte er mit Platz 18 im Riesenslalom und Rang 23 im Super-G wieder zweimal punkten und erzielte damit im Gesamtweltcup den 43. Platz. In FIS-Rennen gelang ihm 2009 die erste Top-10-Platzierung. Ebenfalls den 43. Gesamtrang erzielte Javad Akbari in der Saison 2010. Zwar kam er diesmal nur im Super-G als 18. ins Ziel und wurde im Riesenslalom disqualifiziert, aufgrund seiner Bonuspunkte aus den FIS-Rennen behielt er aber im Gesamtweltcup seinen Platz.
Nachdem Akbari im Jahr 2011 an keinen Wettkämpfen teilgenommen hatte, startete er in der Saison 2012 wieder bei den FIS- und Weltcuprennen in Dizin. Dabei erreichte er sowohl in den FIS- als auch in den Weltcuprennen seine bisher besten Resultate. Bei den FIS-Rennen kam er zweimal auf den sechsten und einmal auf den achten Platz, in den Weltcuprennen erreichte er den elften Rang im Riesenslalom und den zwölften Platz im ersten der beiden Super-G (im zweiten wurde er disqualifiziert). Im Gesamtweltcup belegte er damit erneut den 43. Platz.
Von 2007 bis 2011 nahm Javad Akbari auch an FIS-Rennen sowie den iranischen Meisterschaften im Alpinen Skisport teil. Sein bestes Resultat war ein elfter Platz im FIS-Slalom von Schemschak im Januar 2008.

## Erfolge

### Weltcup
- 2 Platzierungen unter den besten 15